# Frontofocómetro

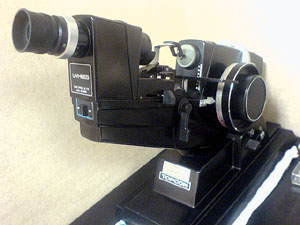
Frontofocómetro actual.

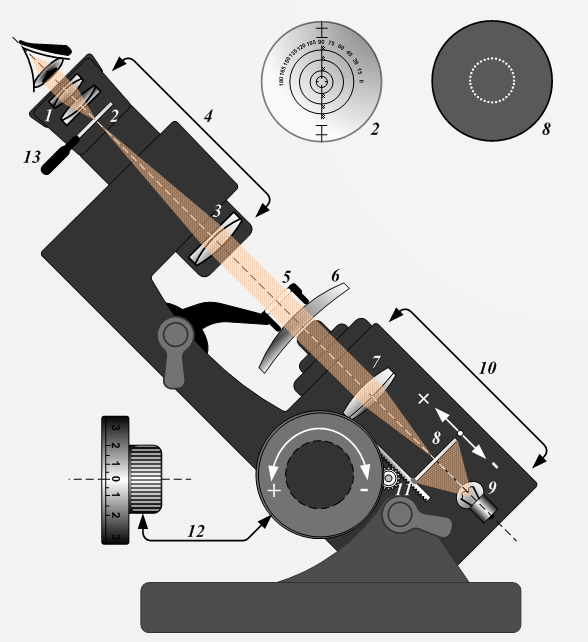
Sección transversal de un frontofocómetro simple: 1 - Ocular ajustable 2 - Retícula 3 - Lente objeto 4 - Telescopio de Kepler 5 - Soporte de la lente 6 - Lente a analizar 7 - Lente estándar 8 - Objetivo iluminado 9 - Fuente luminosa 10 - Col·limador 11 - Palanca de ajuste de ángulo 12 - Tambor de alimentación (+20 a -20 dioptrías) 13 - Botón de la escala del prisma

El frontofocómetro, también llamado Lensómetro, es un instrumento óptico para la determinación del centro óptico y medición de la potencia (dióptria) de una lente oftálmica, así como de la dirección del cilindro. Dispone de unas plumillas para marcar el centro óptico y la dirección del eje. Se utiliza principalmente para marcar las lentes oftálmicas antes de realizar su tallado, acorde con la montura.

## Historia
En el año 1848, Antoine Claudet fabricó el photographomètre, un instrumento diseñado para medir la intensidad de los rayos en la fotografía. Tras el invento de Claudet, muchos otros proyectos salieron a la luz tomando a éste como influencia principal; el más destacado de todos estos fue el focímetro, creado un año después con el propósito de asegurar un enfoque perfecto en el retrato fotográfico. En 1876, Hermann Snellen introdujo el phakometer; un conjunto similar en un banco óptico que podía medir la potencia óptica y encontrar el centro óptico de una lente convexa. Troppman dio un paso más en 1912, al presentar el primer instrumento de medición directa.
En 1922, una patente fue presentada para el primer lensómetro de proyección, el cual cuenta con un sistema similar al lensómetro estándar, pero que proyecta el objeto medido sobre una pantalla eliminando la necesidad de corrección del error de refracción del observador y el requisito de acoplar un pequeño telescopio al instrumento.